# 细毛火烧兰
细毛火烧兰（学名：Epipactis papillosa），为兰科火烧兰属下的一个植物种。